# História da Tunísia

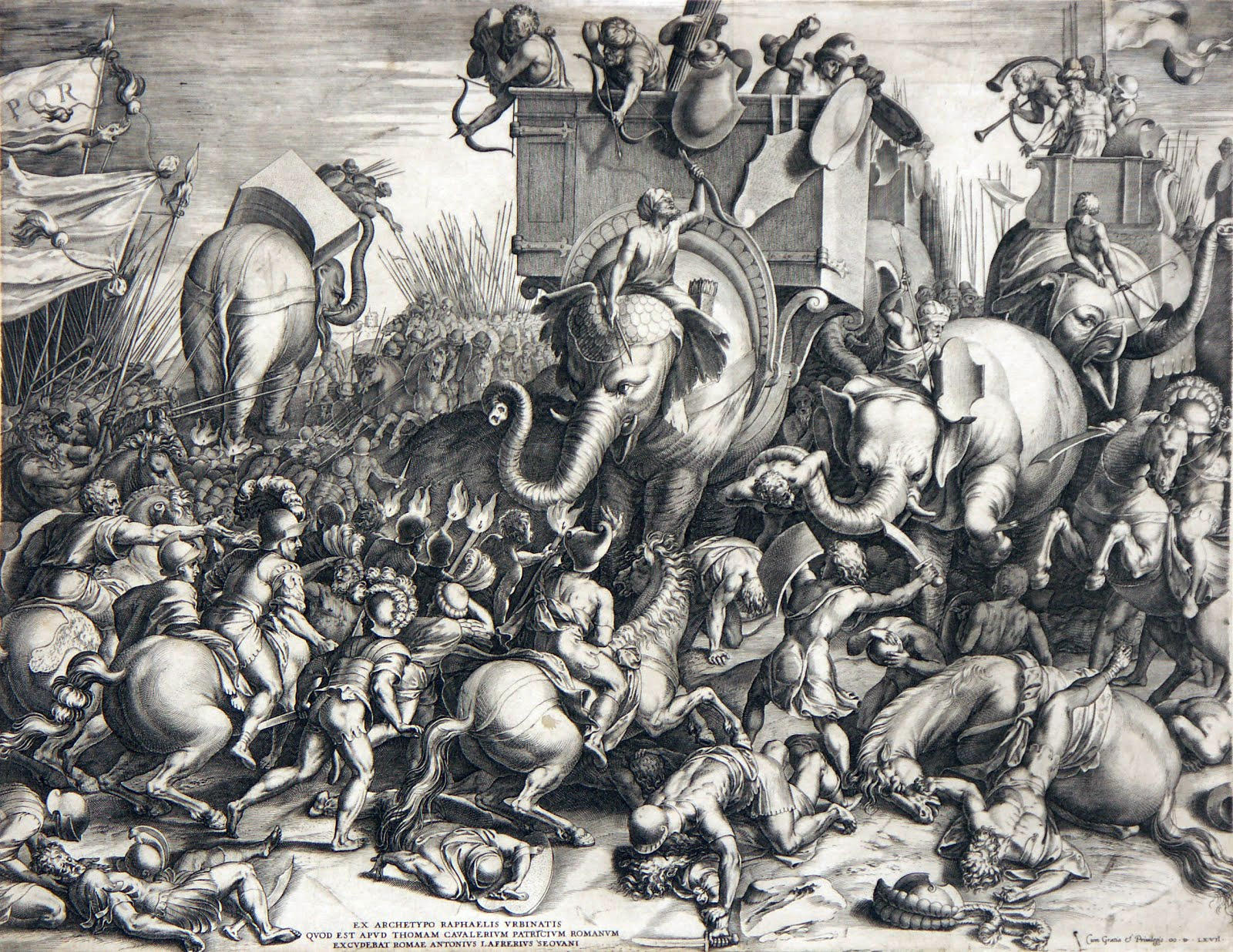
Batalha de Zama, símbolo do enfraquecimento da Cartago púnica

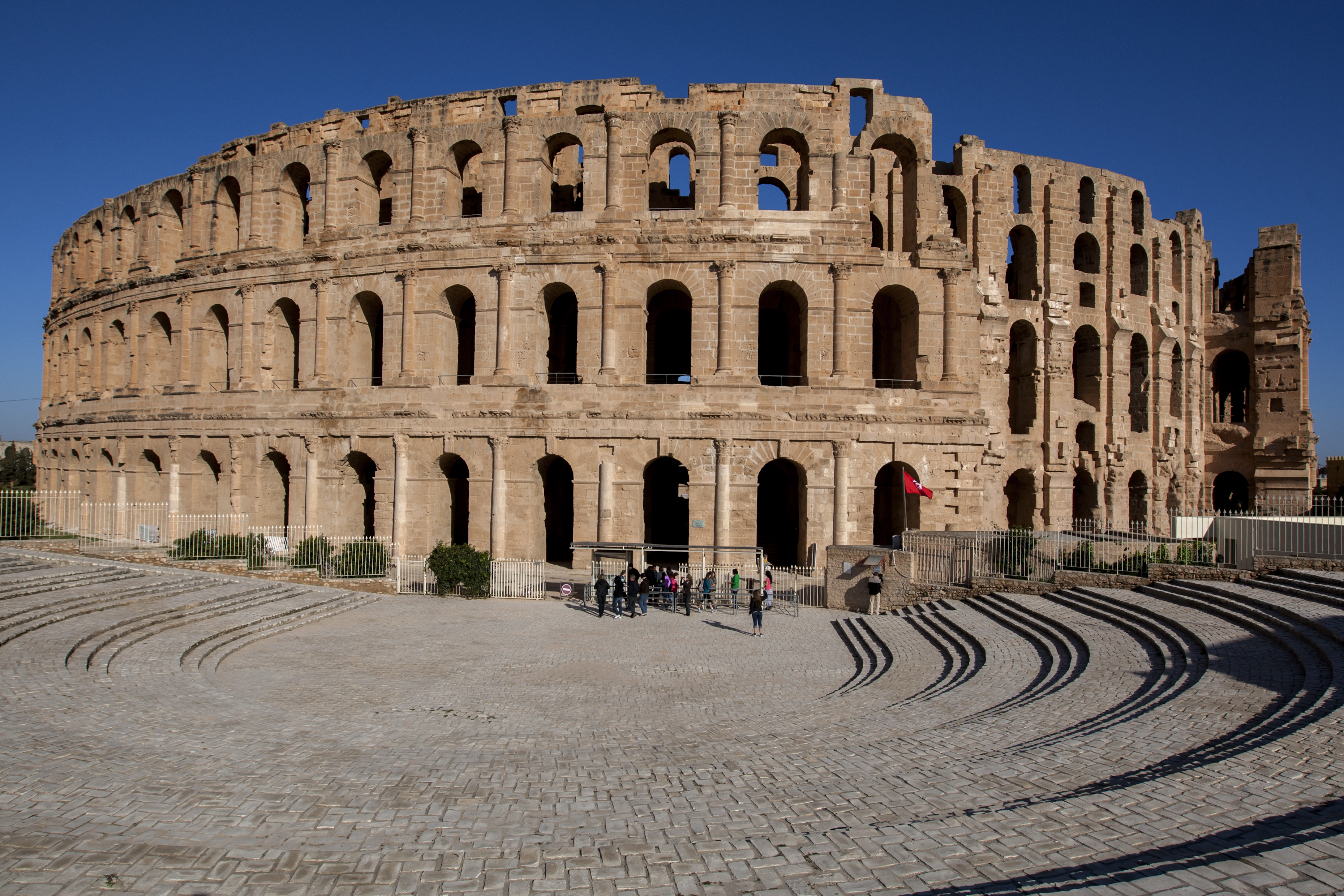
Anfiteatro de El Jem, apoteose da cultura romana na Tunísia

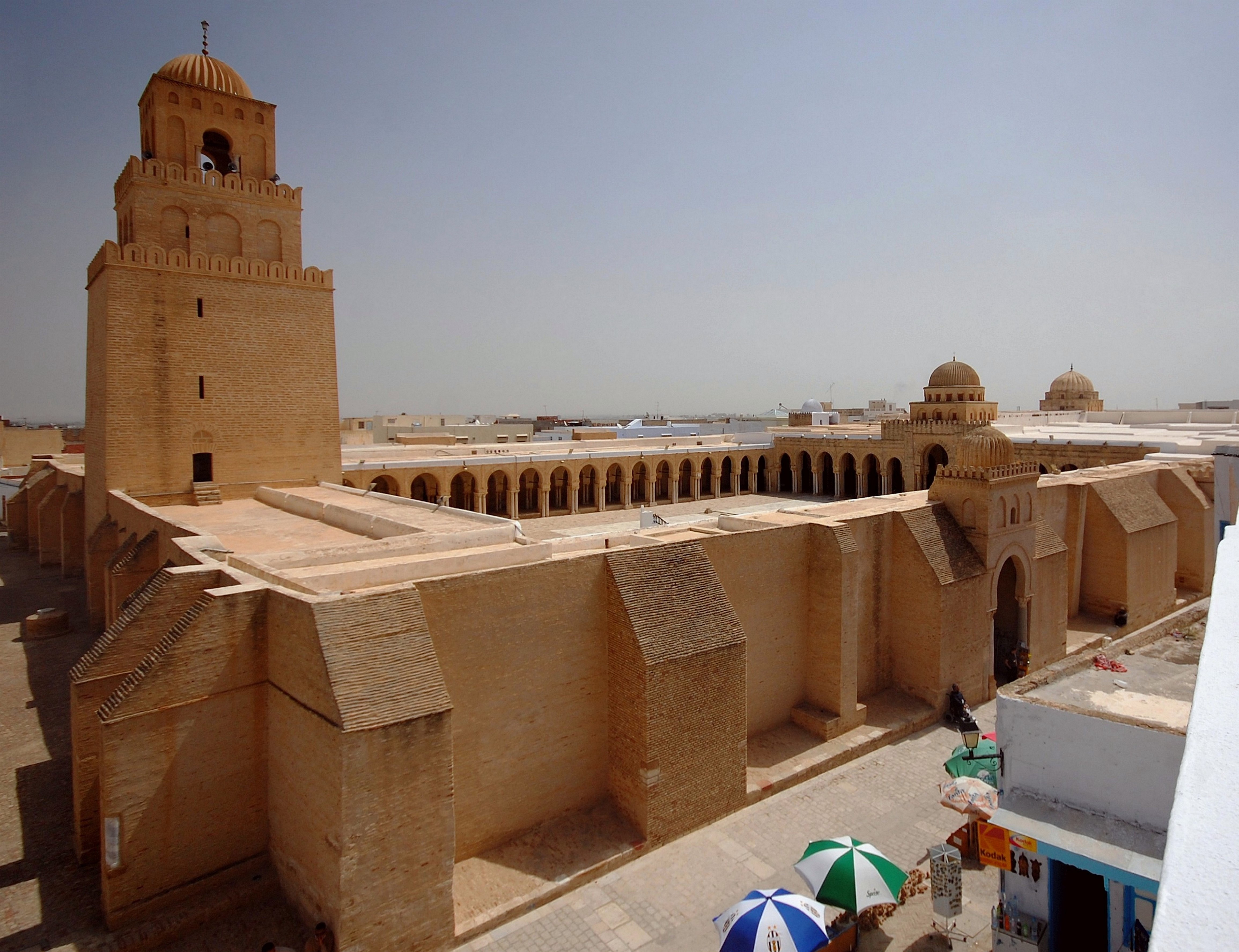
Grande Mesquita de Cairuão, a mais antiga mesquita da Tunísia e do ocidente islâmico, símbolo do Islamismo na Tunísia

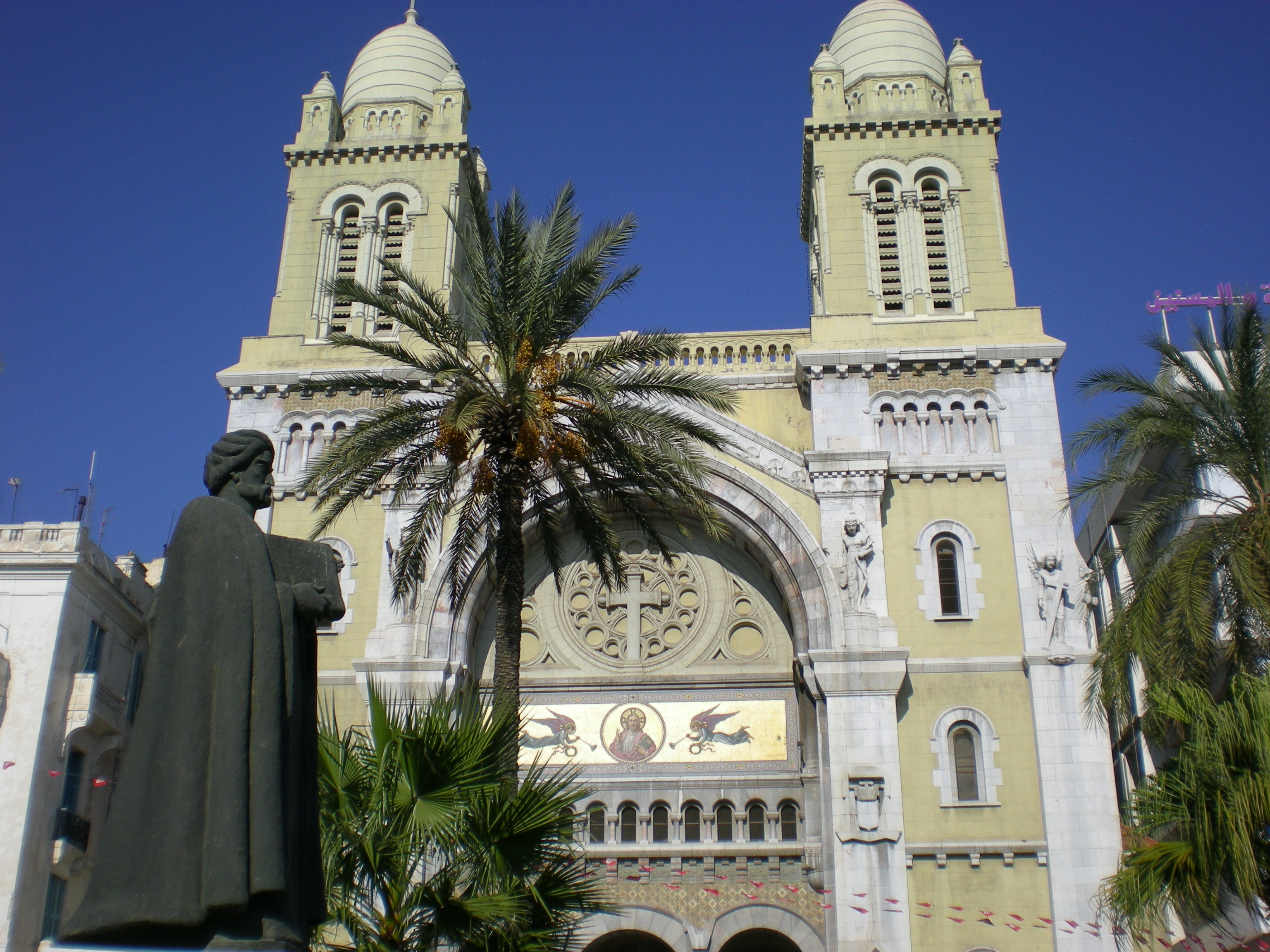
Estátua de ibne Caldune frente à catedral de São Vicente de Paulo, em Tunes

Desde o século XII a.C., os fenícios, povo de origem semita, instalavam portos no Norte da África. Cartago foi fundada no século VIII a.C., dois séculos mais tarde, o reino de Cartago cobria a maior parte da Tunísia moderna. Após as Guerras Púnicas, em 146 AC Cartago passou a ser parte do Império Romano, situação que durou até meados do século VII d.C., quando os árabes muçulmanos conquistaram a região.
Os árabes encontraram tenaz resistência na conquista da região no século VII da Era Cristã e transformaram a cidade de Túnis no mais importante centro religioso islâmico do norte da África.
Em 1574, a Tunísia foi incorporada ao Império Turco-Otomano e permanece administrada por governadores turcos (beis) até 1881, quando se torna protetorado da França. Na Segunda Guerra Mundial, o país, ocupado pelos alemães, é palco de combates. Com o fim do conflito floresce o movimento nacionalista.
Em 1956, a França concede independência á Tunísia. Habib Bourguiba, o principal líder nacionalista, é eleito para a presidência em 1959, transformando-se posteriormente em presidente vitalício. Em 1964, seu partido torna-se o único legal. A invasão do sul do país pela Líbia, em 1980, é prontamente repelida. Greves e manifestações populares marcam os anos 80 e refletem crescente insatisfação com o governo Bourguiba. Em 1987, o líder é considerado incapaz de governar, sendo substituído pelo primeiro-ministro Zine El Abidine Ben Ali, que revoga a presidência vitalícia e estabelece a liberdade partidária. Há uma retomada do crescimento econômico, que chega a 4,8% em 1992, com incremento do turismo e das relações com a União Europeia (UE). Ben Ali e seu partido vencem as eleições de 1994. O governo, porém, é acusado de perseguir a oposição, que no ano seguinte ganha as eleições em 47 prefeituras. O crescimento do fundamentalismo islâmico preocupa o governo. A condenação do presidente da Liga Tunisiana de Defesa dos Direitos Humanos a cinco anos de prisão, em janeiro de 1998, provoca protestos internacionais. Em maio, o governo anuncia plano de privatização de 50 empresas estatais até o final de 1999.

## Fenícios
A história da região sempre foi tumultuada, tendo sido o berço da antiga e poderosa civilização cartaginesa, que dominou a região por mais de 700 anos, até ser conquistada por Roma. O domínio romano se estendeu por vários séculos, até meados do século IX, quando a região se tornou muçulmana – permanecendo assim até os dias de hoje.
Os fenícios, povo de origem semita, foram a primeira civilização a se estabelecer na região. Desde o século XII a.C. haviam fundado, ao longo da costa da África Setentrional, modestas colônias, portos que serviam como ponto de apoio para sua frota de navios e seu comércio no Mar Mediterrâneo.
A expansão dessas atividades, em 814 a.C., levou os habitantes do Reino de Tiro, na Fenícia, a fundar Cartago. A cidade rapidamente se converteu numa potência marítima, dominando o comércio mediterrânico.

## Dominação Romana
No século III a.C. Roma surge como nova potência militar e desafia a supremacia e o domínio de Cartago no Mediterrâneo. As duas potências travam, a partir de 264 a.C., três guerras que duram mais de 100 anos. As Guerras Púnicas, como são conhecidas, terminam com a vitória de Roma e a destruição de Cartago, em 146 a.C.. É o fim da hegemonia cartaginense tanto na região como sobre o Mediterrâneo Ocidental e o começo da dominação romana. Cartago é mais tarde reconstruída como cidade romana.

## Dominação Árabe
No século VII surge o Islamismo – uma nova força político-militar, além de religiosa, que vai mudar a geopolítica do mundo. Em 632, após a morte do profeta Maomé, seus seguidores iniciam o processo da expansão muçulmana, conquistando a região do Magrebe em 642. A região converteu-se num dos centros mais sofisticados e desenvolvidos da cultura islâmica. Na cidade de Cairuão viveram muito proeminentes arquitetos, médicos e historiadores do Islão. Com a dissolução do Califado Almóada, a Tunísia tornou-se independente, sob a dinastia berbere dos haféssidas que entre o século XIII e início do XVI, estendeu a sua hegemonia na costa argelina.
O desenvolvimento do comércio marítimo europeu atraiu os piratas turcos, como Barba Ruiva que mudou-se para a Tunísia, deixando a costa argelina sob o domínio dos sultões otomanos. O interior se manteve nas mãos das tribos berberes, aliados de Constantinopla (atual Istambul). A necessidade de reconciliação fez com que o Império Otomano optasse pela nomeação de um bei (governador vassalo nomeado que tinha grande autonomia e direitos hereditários ), que se tornou monarca hereditário. Entre 1612 e 1702 a região foi governada pela Dinastia Murad, e de 1705 até depois da independência (1957) a Dinastia Husseinita. Sob esse regime, é estabelecida a Constituição Tunisiana de 1861, primeira constituição escrita do país.

## Ocupação Francesa
Após as Guerras Berberes e a partir da ocupação francesa da Argélia, a penetração da economia europeia aumentou, fenômeno que conduziu a um endividamento externo progressivo, a situação se agravou, até que em 1869 o bei submeteu-se uma comissão anglo-franco-italiana para supervisionar as finanças do país. Em 1882, 30 000 soldados franceses entraram no país em um acordo com o Império Britânico como compensação pela perda do Canal de Suez em decorrência da ocupação britânica do Egito. Em 1883, o país tornou-se formalmente um protetorado francês.

## Luta pela independência
Em 1925 começou a campanha por uma nova Constituição (Destur I) que daria autonomia para o país. Em 1934, Habib Bourguiba, fundou o partido pró-independência Neo Destour. Este líder foi aprisionado pelos franceses por 11 anos, tendo sido novamente preso após a Segunda Guerra Mundial. Em 1942, forças alemãs ocuparam o país para lutar contra os aliados na Argélia, tendo sido derrotadas em 1943. Após a guerra o Neo Destour cresceu e uma série de manifestações e levantes anticolonialistas levaram à luta armada entre 1952 e 1955. Em março de 1956 a França reconheceu a soberania do regime do bei.

## Etapa Socialista
Em 25 de julho de 1957, o Bei foi deposto por uma assembleia constituinte controlada pelos desturianos, foi proclamada a república que teve como primeiro presidente Habib Bourguiba, que desenvolveu uma campanha ativa contra a presença francesa na base naval de Bizerte, intento somente alcançado em 1964. O Neo Destour passou a denominar-se Partido Socialista Destur (PSD), o único partido legal até 1981.
Entre 1963 e 1969, sob a direção de Ahmed Ben Salah, ministro da economia, desenvolveu-se a coletivização das pequenas propriedades do setor agrário e dos estabelecimentos comerciais enquanto empresas estrangeiras eram nacionalizadas..

## Liberalização
Em 1969 o ministro Ben Salah foi preso e posteriormente expulso do país, enquanto o país abandonava o processo de coletivização e da cooperativização agrária e se abria ao capital estrangeiro. Em 1972 passou a vigorar uma lei que transformou o país inteiro em uma grande zona franca para as indústrias exportadoras. No campo político, Habib Bourguiba, foi nomeado o "Combatente Supremo" e presidente vitalício.
Até o final da década 70, a economia foi afetada pela redução das exportações de fosfato e produtos têxteis, este último setor prejudicado por medidas protecionistas da Comunidade Econômica Europeia.
Em janeiro de 1978, a União Geral dos Trabalhadores da Tunísia (UGTT), a mais antiga central sindical da África, lançou uma greve geral contra a política salarial do governo e a repressão aos sindicatos, que resultou em dezenas de mortos em confrontos de rua e na prisão dos líderes, incluindo seu líder, Habib Achour.
Em 1980, Mohamed Mzali foi nomeado primeiro-ministro e começou um processo de abertura política. Em 1981, permitiu-se a organização de outros partidos e foram realizadas eleições sindicais que renovaram a UGTT. Na eleição geral em novembro de 1981, o agrupamento situacionista Frente Nacional ganhou 94% dos votos e todos os cargos. Houve denúncias de irregularidades.
Em janeiro de 1984 o governo decidiu suprimir os subsídios de diversos alimentos, o preço do pão subiu 115%. Violentas manifestações resultaram em mais de 100 mortes. Bourghiba cancelou os aumentos de preços. Em 1985, diante de novos conflitos sindicais, o governo submeteu a UGTT ao seu controle. Também houve confrontos com o nascente movimento islâmico, que resultaram em centenas de detenções e condenações à pena de morte.
Durante o período dominado por Bourguiba, a sociedade da Tunísia tornar-se-ia a mais ocidentalizada do mundo árabe.

## Zine El Abidine Ben Ali
Em 1985, o então coronel Zine El Abidine Ben Ali começou suas ascensão ao poder, em 1987 ele se tornou primeiro-ministro e em novembro desse mesmo ano afastou o presidente vitalício Bourguiba, por meio de uma junta médica que o declarou física e mentalmente incapaz de continuar no cargo. Iniciou-se um processo de "reconciliação nacional", com maior liberdade de imprensa e a libertação de centenas de presos políticos. O Partido Socialista Destur, passou a denominar-se Partido da União Constitucional (RCD).
Em 02 de abril de 1989 ocorreram as eleições presidenciais e legislativas mais livres desde a independência, segundo relato de observadores. O RCD recebeu 80% dos votos e todos os assentos no parlamento, o movimento islâmico Hezb Ennahda, embora ilegal, participou por meio de candidatos inscritos como independentes que obtiveram 15% dos votos, enquanto que os partidos de oposição de centro e de esquerda, que denunciaram irregularidades, ficaram em franca minoria. Ben Ali foi eleito com 99% dos votos.
Em junho de 1990, a Anistia Internacional (AI) divulgou um relatório em que detalhava denúncias de tortura e maus-tratos a presos políticos incomunicáveis. Em meados de 1991, personalidades de toda a oposição fizeram um chamado de apoio à luta estudantil em favor da democracia e do respeito aos direitos humanos, também em 1991, os partidos religiosos foram banidos. Uma lei que restringia o direito à associação foi aprovada em março de 1992 e em julho daquele ano, membros do Hezb Ennahda foram condenados à prisão perpétua.
Representantes dos países ocidentais deram oficiosamente a entender que os riscos de uma expansão do fundamentalismo islâmico poderia justificar a repressão ao movimento islâmico.
Em Novembro de 1993, Ben Ali promulgou outra lei que limita as "liberdades fundamentais". Neste contexto, foi reeleito com 99% dos votos nas eleições gerais de Março de 1994, enquanto que o RCD obtinha 88% dos assentos em disputa.
Ben Ali deu continuidade a política de liberalização econômica e mão de ferro no plano político, um dos principais líderes da oposição, Mohamed Moad, foi condenado a 11 anos de prisão em outubro de 1995 por ter publicado um documento sobre o cerceamento das liberdades na Tunísia e por, supostamente, manter contatos com a Líbia.
Em abril de 1996, James Wolfennsohn, presidente do Banco Mundial, visitou o país, qualificando-o como o "melhor aluno do Banco Mundial na região".
Em junho de 1997, o Fundo Monetário Internacional (FMI) pressionou o governo para acelerar as reformas econômicas, particularmente as privatizações, observando também que o nível de desemprego, que estava em 15%, seria demasiado alto. No final daquele ano, o Parlamento permitiu ao chefe de Estado utilizar o mecanismo do referendo para mudar a Constituição.
Em janeiro de 1998 entrou em vigor um Acordo de Livre Comércio com a União Europeia, que permitiu melhorar a inserção de produtos tunisianos no mercado europeu, tratados similares foram assinados com Egito, Líbia e Marrocos. A queda na arrecadação aduaneira decorrente desses acordos foi compensada com o aumento do imposto sobre o valor agregado. A abertura aos mercados regionais e o rápido processo de privatização levou o FMI a continuar apoiando o governo.
Ben Ali venceu as eleições multipartidárias de outubro de 1999 com 99,4% dos votos, o partido governista conquistou 148 das 182 cadeiras do parlamento, enquanto que seis outros partidos dividiam as 34 cadeiras conquistas pela oposição. Uma das primeiras medidas de seu novo governo foi a libertação de 600 presos políticos, principalmente do Movimento Al-Nahda e do Partido Comunista dos Trabalhadores.
Em março de 2001, a AI apelou à Tunísia para deter a escalada de perseguição contra ativistas de direitos humanos que se iniciou a partir da suspensão da Liga dos Direitos Humanos em novembro de 2000.
Apesar da limitação constitucional, que impediria um quarto mandado consecutivo, em setembro de 2001, o Comité Central do RCD indicou novamente para Ben Ali para a eleição presidencial que ocorreria em 2004.
No início de 2003, o Presidente Ben Ali fez várias tentativas para encontrar uma solução pacífica para a situação no Iraque e apoiou as resoluções do Conselho de Segurança da ONU nesse sentido.
Em 2004, o general Habib Ammar foi nomeado presidente do comitê organizador da Cúpula Mundial sobre a Sociedade da Informação (CMSI), que ocorreu em Túnis, em 2005. Ammar, que foi o primeiro comandante da Guarda Nacional e ministro do Interior após o golpe de Ben Ali, foi denunciado pela tortura de opositores pela Organização Mundial Contra a Tortura (OMCT) e pela Associação Suíça contra a Impunidade (TRIAL).
Ben Ali e seu partido conquistaram quase 95% dos votos nas eleições presidenciais e legislativas de Outubro de 2004, que, de acordo com vários partidos da oposição, foram fraudulentas. Um grupo independente de defesa dos direitos humanos tunisiano não foi autorizado a supervisionar as eleições, mas a Liga Árabe, com sede no Cairo, enviou observadores para alguns locais de votação.
Segundo a oposição, o governo encenou eleições para encobrir um estado policial que agredia fisicamente dissidentes eventuais, mantinha encarcerados centenas de ativistas políticos e restringia o trabalho dos meios de comunicação. O governo rejeitou as acusações. Nejib Chebbi, principal líder da oposição, boicotou as eleições e afirmou que "estes não são os resultados de um país democrático, mas um regime totalitário."
Em janeiro de 2005, o primeiro-ministro francês Jean-Pierre Raffarin, durante visita oficial, cuja agenda indicava a intenção de investir na indústria da Tunísia, fez um apelo por reformas democráticas na Tunísia. Esta foi a primeira visita de um chefe de governo francês ao país em duas décadas, e suas declarações causaram surpresa em todos os círculos tunisianos.
Em maio de 2006, um membro da Anistia Internacional foi preso, enquanto participava da reunião anual da organização e depois expulso do país, por violar as leis e incitar a desordem pública, segundo as autoridades.
O Grupo de Vigilância na Tunísia, uma organização não governamental, que monitora o respeito pela liberdade de expressão, disse em um relatório publicado em abril de 2007, que houve uma grave deterioração da liberdade de expressão no país, especialmente em relação ao assédio contra jornalistas e dissidentes, e as ameaças contra a independência do poder judiciário, a censura de livros e utilização de filtros especiais para páginas eletrônicas com conteúdo crítico ao governo
.

## Apoio à Causa Palestina
Em 1968 se opôs ao reconhecimento de Israel pela Liga Árabe.
Em 1979 rompeu as relações diplomáticas com o Egito após os Acordos de Camp David, que foram considerados uma traição aos palestinos.
Em 1982 o país abrigou militantes palestinos expulsos de Beirute e a partir desse ano foi a sede oficial da OLP (Organização para a Libertação da Palestina)
Em outubro de 2005, o presidente Ben Ali enviou uma carta às Nações Unidas, por ocasião do Dia Internacional de Solidariedade com o Povo Palestino, apelou a Israel para responder aos esforços de paz internacionais, com o objectivo de tornar o Oriente Médio, um lugar pacífico, seguro e estável.

## Judeus na Tunísia
Há muitas versões sobre quando os judeus teriam chegado à Tunísia. Há quem acredite que eles participavam ativamente do comércio da região bem antes da destruição do Primeiro Templo. Evidências arqueológicas e citações literárias indicam que o país abrigou uma rica vida comunitária judaica por mais de 2.300 anos:
- escavações feitas em um sítio conhecido como Garmath, próximo às ruínas da Cartago romana, revelaram a existência de cemitério judaico datado do século III desta era;

- em Hamman Lif, foi encontrada uma sinagoga, do mesmo período, em bom estado de conservação, com um mosaico contendo os dizeres “Sancta Sinagoga”;

- em Naro também foram encontrados vestígios de uma sinagoga;

- em diversos locais encontraram-se inscrições judaicas ou judaizantes, que atestam a presença de judeus na Tunísia desde a Antiguidade;

- a Tunísia é mencionada nas obras do historiador Flávio Josefo, bem como em várias passagens do Talmud;

- tanto o Talmud Babilônico como o de Jerusalém reproduzem opiniões dos rabinos Abba e Hanina, de Cartago.

Entre as várias versões sobre o surgimento dos primeiros judeus na África Setentrional, inclui-se uma que remonta ao tempo do Rei Salomão. Segundo a lenda, o monarca associou-se com Hirão, rei de Tiro, para realizar expedições em direção a Tarshish. Acredita-se que a esquadra comercial do Rei Salomão, além de navegar por todo o Mediterrâneo, tenha criado vários entrepostos comerciais em locais mais distantes, alguns dos quais na costa do norte da África.
Porém, a maioria dos estudiosos acredita que os judeus formaram os seus primeiros núcleos na região em 586 a.C., época da destruição do Primeiro Templo, por Nabucodonosor II. Apesar de a maioria dos judeus terem sido exilados para a Babilônia, outros se espalharam pelo norte da África, marcando o início da vida judaica na diáspora.
Esses judeus se teriam unido a outras famílias que viviam com os fenícios, contribuindo para o crescimento e desenvolvimento de Cartago. Conta-se que alguns dos judeus que foram para essa região, teriam levado consigo uma pedra do Primeiro Templo, que foi utilizada na construção da sinagoga de Ghriba, em Djerba, que data da época. Nessa aldeia, existe, até hoje, uma comunidade judaica.
A comunidade judaica da Tunísia, uma das mais antigas da diáspora, foi influenciada pelas diversas etnias que passaram pela região – fenícios, romanos, vândalos, bizantinos, berberes, árabes, espanhóis, turcos, italianos e franceses. Foi essa diversidade que levou o escritor, Albert Memmi, judeu tunisiano, a dizer que em cada quarteirão da Tunísia há uma civilização diferente.
Na chamada África romana, os judeus (assim como outras religiões pagãs) gozavam de um status favorável que lhes permitia seguir seus preceitos religiosos. Há indícios de que a população judaica na região que é, hoje, a Tunísia aumentou consideravelmente durante os primeiros séculos do domínio romano, com muitos judeus vindos da antiga comunidade judaica de Roma, que datava do século II a.C..
Séculos mais tarde, no início da era comum, a comunidade cresceu mais ainda em função de dois fatores. O primeiro e mais importante foi ter acolhido judeus que se refugiaram na região, vindos da Judeia, na época também parte do Império Romano. Fugiam à violência dos exércitos romanos que lutavam contra os judeus que se haviam rebelado contra o jugo de Roma.
A primeira dessas migrações de judeus rumo à África Setentrional ocorreu em 70 desta era, após as tropas romanas terem abafado a primeira revolta judaica e o exército de Tito ter tomado Jerusalém e destruído o Segundo Templo.
O contingente seguinte veio por volta de 132, durante a Segunda Revolta na Judeia, liderada por Simão Barcoquebas. Em sua obra, Flávio Josefo testemunha que durante o reinado do imperador romano Tito mais de 30 mil judeus da Terra de Israel foram levados pelos romanos para a Tunísia. Ainda que lhes fosse permitido pela lei romana seguir sua religião em relativa liberdade, a vida dos judeus na Tunísia foi muito dura nessa época, em particular durante o governo dos imperadores romanos Vespasiano e Adriano.
O segundo fator que contribuiu para o crescimento da comunidade judaica da Tunísia foi a conversão ao judaísmo de tribos berberes que viviam no norte da África. Muitas lendas da região relatam tais conversões.
A situação dos judeus em todo o Império Romano piorou sensivelmente quando, em 392, o cristianismo foi declarado religião do Estado e foram promulgadas as primeiras restrições legais aos judeus. A população judaica viu sua liberdade diminuir de forma gradual, sendo excluída dos cargos públicos e proibida de construir novas sinagogas, entre outras medidas discriminatórias.
Uma prova concreta da mudança em relação aos judeus pode ser vista no trabalho Adversus Judaeorum, do legislador romano Tertuliano, nascido em Túnis e grande defensor do cristianismo. Em seus textos, ele descreve os judeus como “fugitivos e vagabundos, condenados a viver espalhados pelo mundo como resultado do desrespeito que tiveram com o Salvador” (sic).
Consequentemente, afirmava, o judaísmo deveria ser erradicado. Sua obra foi usada como “base” para as perseguições contra os judeus e como “justificativa” para o tratamento brutal ao qual eram submetidos. Sinagogas foram transformadas em igrejas e se recorreu à tortura para obrigar os judeus a se converterem.
Mas os dias do império Romano do Ocidente estavam chegando ao fim e os século V e VI são palco de profunda crise no mundo romano. Ondas de invasões de bárbaros na Europa e no norte da África levaram à queda do Império Romano do Ocidente, por volta do ano de 476.
Durante o século V, os reis bárbaros do norte da Europa, dividiram o antigo Império Romano do Ocidente em diversos reinos. Os vândalos – bárbaros de origem germânica – estabeleceram um reino na África do Norte. Durante a dominação destes últimos (439-533), todas as medidas discriminatórias contra os judeus foram revogadas e a comunidade judaica passou a viver um novo período de bonança.
Esse período de paz e tolerância durou pouco, pois quando os bizantinos (Império Romano do Oriente) retomaram a região, em 533, trouxeram de volta difíceis provações para os judeus. As autoridades cristãs do Império Bizantino aplicaram sobre a população judaica uma política de severa intolerância. Um edito promulgado em 535 pelo imperador Justiniano, além de proibir a prática da religião judaica, excluía os judeus de todos os serviços públicos e os coagia, novamente, a se converterem ao cristianismo.
Perseguidos nos territórios sob hegemonia bizantina, deixaram as cidades grandes e foram para as regiões montanhosas e para os confins do deserto, mesclando-se às populações berberes, muitas das quais se converteram ao judaísmo.
Em certas regiões do norte da África, os exércitos árabes enfrentaram uma longa e feroz resistência por parte de tribos berberes judaizadas. Segundo uma das tantas lendas da região, quem liderava uma dessas tribos em 693 era a rainha de Aures, conhecida como Kahena. Segundo o historiador árabe ibne Caldune, Kahena era judia e seu nome derivaria da palavra hebraica Cohen.
Após uma longa luta, os conquistadores árabes acabaram tomando o poder e obrigaram a população pagã a se converter ao islamismo. No entanto, em todos os territórios dominados pelos muçulmanos, estes concederam aos “Povos do Livro”, adeptos do monoteísmo – judeus e cristãos – o direito de praticar sua religião, sob a condição de pagarem uma taxa por “cabeça”, a djezia ou dhimma, em troca de proteção.
No entanto, os judeus eram considerados cidadãos de segunda classe, seu status social era inferior ao dos muçulmanos e sua situação dependia muito dos governantes que estavam no poder. Conforme a interpretação que cada dinastia dava à legislação que governava os dhimmis, ou mesmo conforme o capricho de seus governantes, os judeus e os demais dhimmis eram submetidos – ou não – a uma série de humilhações públicas. Entre estas, estava a “chtaka” – uma bofetada dada, em público, uma vez por ano, ao chefe da comunidade judaica.
Porém, apesar de todos os possíveis perigos com a conquista árabe da região, a vida dos judeus melhorou pouco a pouco, à medida que os novos conquistadores sedimentavam sua presença na nova capital Cairuão, fundada em 670.